# Cisztationin-β-szintáz
A cisztationin-β-szintáz, röviden CBS (EC 4.2.1.22) a CBS gén által kódolt enzim. A transzszulfurációs útvonal első lépését, a cisztationin homociszteinből való előállítását katalizálja:
l-Ser + l-Hcy ⇌ l-cisztationin + H2O
A CBS a piridoxál-foszfát (PLP) kofaktort használja, és allosztérikusan szabályozhatják effektorok, például az S-adenozil-l-metionin (adoMet). Ez az enzim liáz, egész pontosan C–O kötéseket bontó hidroliáz.
A CBS többdoménes enzim, részei egy N-terminális enzimatikus és két CBS domén. A CBS gén a homocisztinuriát okozó mutációk leggyakoribb lokusza.

## Nevezéktan
Az enzimosztály szabályos neve l-szerin-hidroliáz (homocisztein-hozzáadó, l-cisztationin-képző). További gyakori nevek:
- β-tionáz,
- cisztein-szintáz,
- l-szerin-hidroliáz (homocisztein-hozzáadó),
- metilcisztein-szintáz,
- szerin-szulfhidráz,
- szerin-szulfhidriláz.

A metilcisztein-szintáz EC-száma EC 4.2.1.23 lett 1961-ben. Ennek oka a CBS mellékreakciója. A 4.2.1.23 számot 1972-ben törölték.

## Szerkezet
A humán cisztationin-β-szintáz 551 aminosavas, 61 kDa-os alegységekből álló tetramer. Szerkezete 3 modulos, az N-terminális hemdomént a PLP kofaktort tartalmazó mag követi. A kofaktor a hemdoménben van, Schiff-bázis köti meg. A Schiff-bázis C=N kötést tartalmazó funkciós csoport, ahol a nitrogén aril- vagy alkilcsoporthoz kötődik. A hemdomén 70 aminosavas, feltehetően csak emlősök CBS-ében van jelen, élesztőkében- és protozoonokéban nem. A CBS C-terminális szabályzódoménjében két β-α-β-β-α CBS-domén ismétlődik, ez más fehérjékben is jelenlévő másodlagos szerkezeti jellemző. A CBS C-terminális gátló domént tartalmaz. Ez intra- és allosztérikusan szabályozza az aktivitást, és a fehérje tetramer helyzetének fenntartásában fontos. A gátlást az adoMet allosztérikus effektor vagy a szabályzó domén deléciója szüntetheti meg, azonban a hatások nagysága eltérhet. Ezek mutációi összefüggnek örökletes betegségekkel.
A hemdomén N-terminális kört tartalmaz, mely a hemet köti, és a C52 és H65 axiális ligandumokat adja. A hem PLP-kötőhelytől való távolsága alapján az nem játszik szerepet a katalízisben, azonban a hemdomén deléciója a redoxiszenzitivitás csökkenésével jár, így feltehetően a hem redoxiszenzor. A protoporfirin IX jelenléte a CBS-ban egyedi PLP-dependens enzimmé teszi, és csak az emlős-CBS-ben található meg. A D. melanogaster és a D. discoides rövidebb N-terminális kiterjesztéssel rendelkezik, így a hisztidin és a cisztein akadályozva vanna. Azonban az Anopheles gambiae N-terminális kiterjesztése hosszabb a humán enziménél, és tartalmazza a hisztidint és a ciszteint. Így feltehetően a nyálkagomba- és rovar-CBS hemoprotein, így a hemdomén feltehetően korán jelent meg, az állatok és a nyálkagombák elválása előtt. A PLP K119-et aktív helyén tartalmazó Schiff-bázist alkotó belső aldimin. A katalitikus és a szabályzó domének közt hiperérzékeny hely található, mely proteolitikus bontást okoz, és rövidebb, az eredetinél aktívabb dimer enzimet tartalmaz. Az élesztőben talált egyik enzimváltozatot se szabályozza az adoMet. Az élesztőenzimet a dimert adó C-terminális deléció is aktiválja.
2007 végéig 2 harmadlagos szerkezete ismert a CBS enzimeknek, ezek kódja PDB: 1JBQ és PDB: 1M54.

## Enzimaktivitás

Ciszteinszintézis: a cisztationin-β-szintáz a felső, a cisztationin-γ-liáz az alsó reakciót katalizálja

A CBS katalizálta transzszulfuráció a homociszteint cisztationinná alakítja, ezt a cisztationin-γ-liáz ciszteinné bontja.
A CBS az emlősök kénmetabolizmusában fontos, mert a metioninmegtartás és a ciszteinné alakítás kérdését dönti el. Továbbá a transzszulfurációs útvonal az egyetlen felesleges kéntartalmú aminosavak eltávolítására képes út.
Más β-helyettesítő enzimekhez hasonlóan a CBS katalizálta reakció feltehetően adoMet-kötött köztitermékeket tartalmaz. A szerin hozzáadása külső aldimint adó transzschiffizációs reakciót ad. Ez protont von el az α-szénatomnál, majd elmináció útján aminoakrilát köztiterméket ad. A homocisztein és a nukleofil homocisztein-tiolát reakciója az aminoakriláton és a Cα reprotonációja adják a cisztationin külső aldiminjét. Transzaldiminációval jön létre a l-cisztationin végtermék. Ez aminoakrilát intermediert is alkothat, ez alapján a CBS reakciója visszafordítható.
Az enzimkatalizált reakció mért V0-ja általában az állandó állapotnak felel meg, ahol [ES] konstans, bár ez a reakció korai részére korlátozódik, e kezdeti sebességek elemzése az állandó állapotú kinetika. Az élesztő-CBS állandó állapotú elemzése párhuzamos vonalakat ad. Ezen eredmények a feltételezett pingpongmechanizmusnak felelnek meg, ahol a szerinkötést és a vízfelszabadítást követik a homocisztein-kötés és a cisztationin-felszabadítás. Azonban a patkány-CBS enzimkinetikai elemzése egymást metsző vonalakat ad: a szerinen lévő β-szubsztituens a homocisztein kötése előtt nem válik le az enzimtől.
Egy CBS-t tartalmazó alternatív reakció a cisztein homociszteinnel való, cisztationint és kén-hidrogént (H2S) adó kondenzációja. A CBS az agyban H2S-t termel l-ciszteinből. Ez az út is adoMet-függő.
A CBS enzimaktivitása nincs jelen minden szövetben és sejtben: a patkányszívben, -tüdőben, -herékben, -mellékvesékben és -lépben nem aktív. Az emberi szívizomban és humán aortaendotélsejt-kultúrákban inaktív. E szövetek CBS-hiánya alapján e szövetek nem képesek ciszteinszintézisre, így külső ciszteinforrást igényelnek. Továbbá e szöveteknek nagyobb lehet a homocisztein-szenzitivitásuk, mivel a homocisztein-többlet transzszulfurációs katabolizmusára nem képesek.

## Szabályzás
A CBS adoMet általi allosztérikus aktiválása határozza meg a homocisztein sorsát. Az emlős-CBS-t az adoMet 2,5-5-szörösen aktiválja 15 μM disszociációs állandó mellett. Az adoMet allosztérikus aktivátor, mely növeli a CBS-reakció Vmax-át, de nem befolyásolja a szubsztrátok Km-ét. Vagyis az adoMet szubsztrátkötés helyett az enzimműködés gyorsításával növeli a CBS aktivitását. A fehérje feltehetően az allosztérikus szabályzás morfiinmodelljét használja.
A humán CBS fontos lépést hajt végre a cisztein-bioszintézisben az adoMet szabályzó irányítópontjának biztosításával. A homocisztein a metioninná metiláció után számos anyagot, például neurotranszmittereket, fehérjéket és nukleinsavakat metiláló adoMet-ná alakítható. Az adoMet saját bioszintézisét irányító allosztérikus CBS-aktivátor: az alacsony adoMet-koncentráció alacsony CBS-aktivitást okoz, a homocisztein az adoMet-szintézissel járó transzmetilációs ciklusba kerül, a magas adoMet-koncentráció a homociszteint a cisztein-bioszintézist okozó transzszulfurációs útvonalba irányítja.
Az emlősökben a CBS erősen szabályzott enzim, redoxiszenzorként működő hemkofaktorral, mely az aktivitását a redoxipotenciál változásainak megfelelően modulálhatja. Ha a nyugalomban lévő CBS Fe2+-hemet tartlmaz, lehetséges az enzim aktivációja oxidatív körülmények közt Fe3+-hemmé való oxidációval. A Fe2+-enzim CO- vagy NO-kötéssel gátolható, az enzim aktivitása kétszer akkora a Fe2+ Fe3+-má való oxidációjával. A hem redoxiállapota pH-dependens: a Fe2+-CBS Fe3+-CBS-sé való oxidációja alacsony pH mellett kedvezőbb.
Mivel míg az emlős CBS-ben van, az élesztők és a Trypanosoma cruzi CBS-ében nincs hemkofaktor, Ruma et al. szerint a hem nem szükséges a CBS-aktivitáshoz.
A CBS-transzkripciót szabályozzák az NF-Y, az SP-1 és az SP-3. Erősítik a transzkripciót továbbá a glükokortikoidok és a glikogén, gyengíti az inzulin. A metionin a CBS-t poszttranszkripciósan erősíti.

## Humán betegségekben
- A Down-szindrómára jellemző a cisztationin-β-szintáz túlexpressziója és a vér alacsony homociszteinszintje. Feltehetően a cisztationin-β-szintáz túlexpressziója a fő felelős a betegségért a GabaA és a Dyrk1a diszfunkciója mellett. A Down-szindróma fenotípusa az alább leírt hiperhomociszteinémiával ellentétes. CBS-gátló gyógyszereket szabadalmaztatott a Jérôme Lejeune Alapítvány 2011 novemberében, és állat- és emberkísérleteket terveznek.
- A hiperhomociszteinémia a vér különösen magas homociszteinszintjét jelenti. A CBS-mutációk az öröklött hiperhomociszteinémia leggyakoribb okai. Az MTHFR-, MTR- és MTRR/MS-útvonalakat érintő genetikai hibák is közrejátszhatnak a magas homociszteinszintekben. A veleszületett CBS-hibák hiperhomociszteinémiát okozhatnak, ahol a szív- és érrendszeri komplikációk korai agresszív artériabetegséget okozhatnak. A hiperhomociszteinémia 3 másik szervrendszert, a látórendszert, a központi idegrendszert és a vázrendszert is érintik.
- A CBS-elégtelenség okozta homocisztinuria speciális hiperhomociszteinémia-típus. Ritka, öröklött autoszomális recesszív, általában gyermekkorban diagnosztizált betegség. 131 homocisztinuriát okozó mutáció ismert. A CBS-domén-mutációk közös funkciós jellemzője az adoMet általi aktiváció megszűnte vagy nagymértékű csökkenése.[11] Nem ismert a homocisztinuriára specifikus gyógyszer, de sokakat kezelnek nagy mennyiségű B6-vitaminnal, a CBS kofaktorával.

## Biológiai mérnökség
A CBS részt vesz a petesejtfejlődésben. Azonban kevés ismeret van a CBS regionális és sejtbeli expressziójáról a petefészekben, és a petefészekben lévő tüszőfejlődés alatti helye és expressziója ismeretlen.
A CBS-hiány egerekben terméketlenséget okoz a méhbeli fehérjeexpresszió csökkenése miatt.

## Mutációk
A CBS-expressziót irányító gének nem feltétlenül működnek teljesen SNP (egypontos nukleotid-polimorfizmus) esetén. Ismert változatok például az A360A, a C699T, az I278T, az N212N és a T42N. Ezek, melyek a hatékonyságot befolyásolhatják, DNS-teszttel azonosíthatók.

## Fordítás
- Ez a szócikk részben vagy egészben  a   Cystathionine beta synthase című angol Wikipédia-szócikk ezen változatának fordításán alapul.  Az eredeti cikk szerkesztőit annak laptörténete sorolja fel. Ez a jelzés csupán a megfogalmazás eredetét és a szerzői jogokat jelzi, nem szolgál a cikkben szereplő információk forrásmegjelöléseként.